# Cesa waggae
Cesa waggae is een vlinder uit de familie van de Lycaenidae. De wetenschappelijke naam van de soort is voor het eerst gepubliceerd in 1898 door Emily Mary Bowdler Sharpe.
De soort komt voor in Somalië.